# Kirovsk (oblast Moermansk)
Kirovsk (Russisch: Кировск; Fins: Hiipinä) is een stad onder jurisdictie van de Russische oblast Moermansk, die de hoogste bergstad op het schiereiland Kola vormt. De stad bevindt zich aan het einde van een 22 kilometer lange spoorweg vanaf de stad Apatity en telde ruim 47 000 inwoners bij de volkstelling van 2002.

## Geografie
De stad ligt op ongeveer 70 kilometer ten noorden van de noordpoolcirkel, aan de oevers van het Bolsjoj Voedjavrmeer en de rivier de Belaja en wordt aan drie kanten omringd door de zuidelijke uitlopers van het Chibinenmassief. Rondom Kirovsk liggen bergen met oude Saami-namen, zoals de Ajkoeajventsjorr (1075 meter) en de Voedlertsjorr (1067 meter). De stad ligt op 16 kilometer ten noordoosten van de buurstad Apatity, 205 kilometer ten zuiden van het oblastcentrum Moermansk, 1930 kilometer ten noorden van Moskou en ongeveer 1250 kilometer ten noorden van Sint-Petersburg.

## Stedelijk district
Het stedelijk district van de stad omvat ook de microdistricten Koekisvoemtsjor ("25e km"), Joeksporrjok I en Joeksporrjok II ten noorden en noordwesten van de stad en de plaatsen Titan, Koasjva en Oktjabrski ("45e km").

## Geschiedenis
In de jaren '20 werden onder leiding van geoloog Alexander Fersman grote ertslagen met apatiet en nefelien blootgelegd, waarop in 1929 werd begonnen met de openstelling van deze ertslagen door de trust Apatit en de bouw van een nederzetting. Bij de plaats werden mijnen en een ertsverwerkende fabriek gebouwd. De bouw van de plaats (het eerste microdistrict Koekisvoemtsjor) begon in de zomer van 1929 en reeds in 1931 de status van stad met de naam Chibinogorsk (Хибиногорск), naar de omringende Chibinen. De eerste inwoners bestonden veelal uit verdreven boeren die hier onder erbarmelijke omstandigheden met hun gezinnen moesten zien te overleven in hutten, tenten en andere provisorische onderkomens aangevuld met veel vrijwilligers uit met name Leningrad. De huizen in de stad bestonden veelal uit houten gebouwen met 1 verdieping.
In 1934 werd de plaats hernoemd tot Kirovsk ter ere van Sergej Kirov, een Sovjet-Russisch politicus, die dat jaar stierf onder verdachte omstandigheden en verantwoordelijk was voor de planning rond de industriële ontwikkeling van het Kola-schiereiland. Tijdens de Tweede Wereldoorlog lag Kirovsk in de frontlinie en werd verschillende malen gebombardeerd. Veel bedrijven werden weggevoerd naar het oosten om ze uit handen van de Duitsers te houden. Nadat de Duitse invasie was gekeerd, werd de verwerking van apatiet hervat in 1943 en na de oorlog werden ook de mijnen, die gesloten waren tijdens de oorlog, weer hersteld. Twee nieuwe mijnen, die werden gebouwd door duizenden Goelagdwangarbeiders werden geopend in 1951 (Joeksporrski) en 1954 (Rasvoemtsjorrski). In 1963 werd de oude ertsverwerkende fabriek ANOF-1 (Apatito-nefelinovoje obogatitelnye fabrik) geherstuctureerd en werd begonnen met de bouw van een de nieuwe ANOF-2 in de benedenloop van de rivier de Belaja, alwaar ook de nieuwe stad Apatity verrees.
In de jaren 60 en 70 werd de huidige stad gerealiseerd. Met name in het centrum en aan de voet van de berg Ajkoeajventsjorr werden veel nieuwe chroetsjovka's en breznjevka's van 5 verdiepingen hoog gerealiseerd. Door de grote landbouwprojecten was steeds meer kunstmest nodig en de apatietlagen werden daarom versneld ontwikkeld. In een recordtijd werden de mijnen Tsentralny (grootste mijn van Europa) op het Rasvoemtsjorr-plateau en Vostotsjny in de vallei van de rivier de Voeonnemjok geopend, waarnaast de plaats Koasjva verrees en in de plaats Titan verrees de derde ertsverwerkende fabriek ANOF-3.
Op 25 maart 2009 werd burgemeester Ilja Kelmanzon in zijn kantoor doodgeschoten, volgens de Russische media door de lokale zakenman Ivan Ankoesjev, die het eigenlijk op Kelmanzons ondergeschikte Sergej Maksimov had voorzien en vervolgens zelfmoord pleegde op de plek van de moorden.

## Economie en omgeving

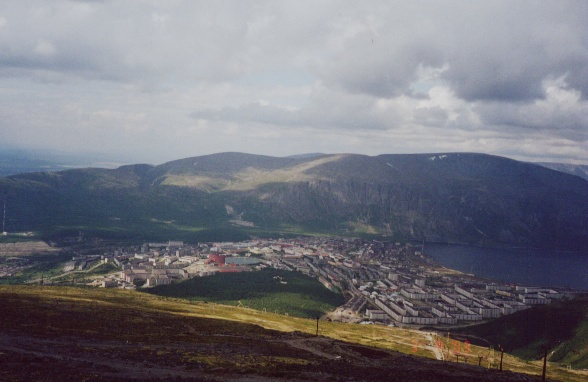
Gezicht op Kirovsk vanuit de bergen

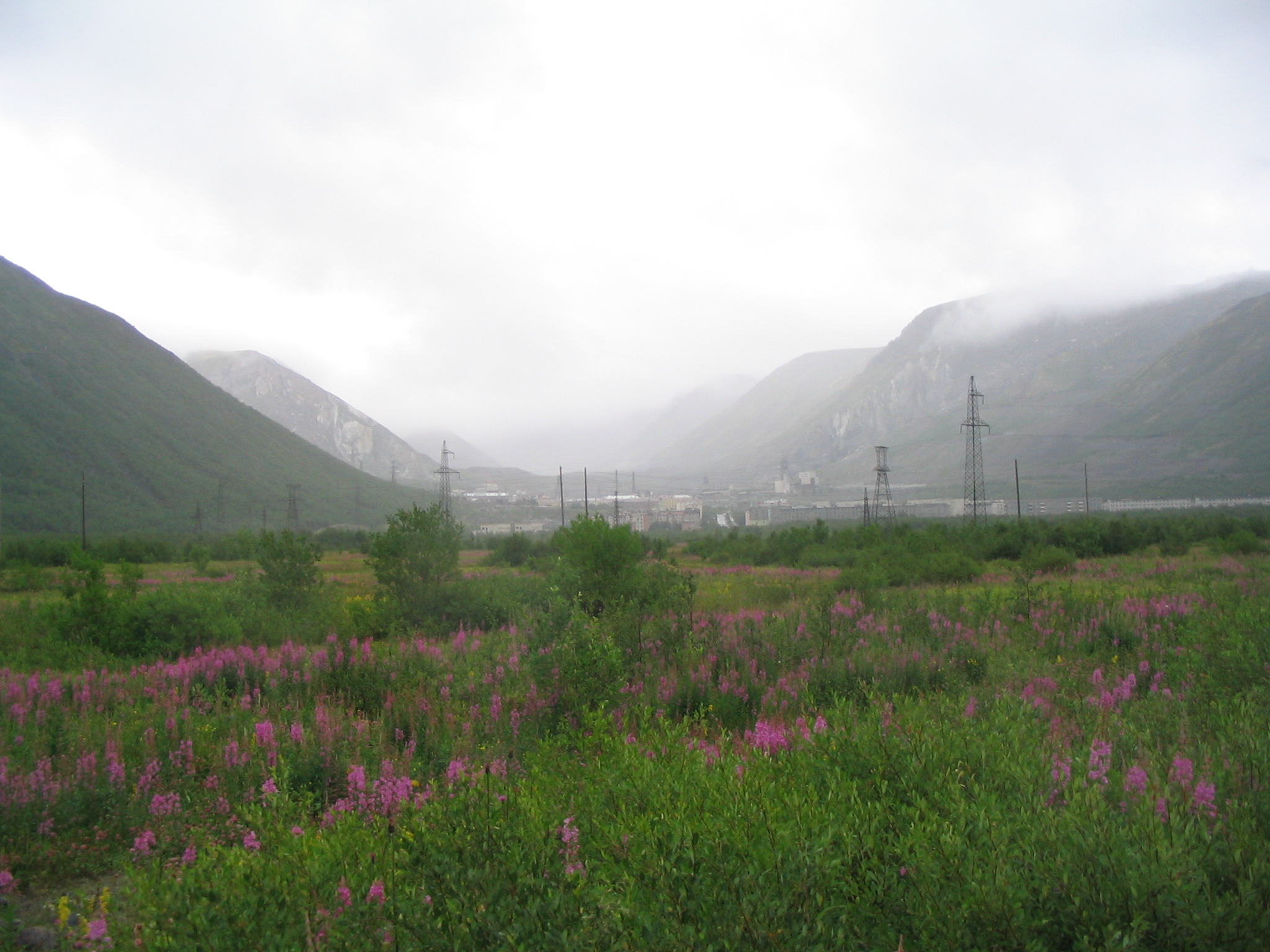
Kirovsk gezien vanaf het Maly Voedjavrmeer

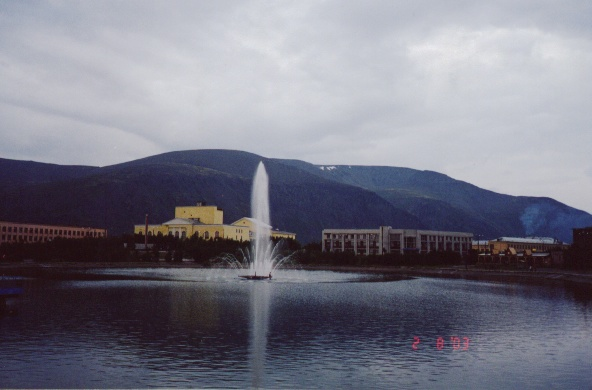
Fontein nabij het centrum van de stad

Kirovsk in bekend vanwege Apatit, haar plaatsvormende onderneming en de grootste mijnbouwonderneming van Europa, dat onderdeel vormt van het concern Fosagro. Tot Apatit behoren vier mijnen (dagbouw en schachtbouw) en drie ertsverwerkende fabrieken (ANOF's). De eerste ANOF, die veel giftige stoffen uitstootte, die neersloegen op het zuidelijke en centrale deel van de stad bij windstil weer, is inmiddels gesloten. Daarnaast bevinden zich in Kirovsk bedrijven in de lichte industrie, voedselindustrie en een meubelfabriek.

## Onderwijs, cultuur en bezienswaardigheden
In de stad bevindt zich een departement van het mijnbouwinstituut van Sint-Petersburg, een filiaal van de Universiteit van Kostroma en de Technische School van de Chibinen.
In de stad bevindt zich een steenmuseum, streekmuseum en een herdenkingsmuseum voor Sergej Kirov. Bij de stad ligt de noordelijkste hortus botanicus van Rusland (en een van de drie botanische tuinen in de wereld boven de poolcirkel) met een bijbehorend wetenschappelijk onderzoeksinstituut (PABSI). In de collectie van de tuin bevinden zich 2500 planten uit alle delen van de wereld. Buiten de stad ligt een wetenschappelijk onderwijscentrum van de MGOe, waar studenten onderwijs in geografie en geologie kunnen volgen.

## Wintersport
Kirovsk is bezig op te komen als skioord. Bij de stad bevinden zich drie skihellingen:
- Gorodskoj ("stedelijk"; van het bedrijf Kolasportland; op de berg Ajkoeajventsjorr met twee springschansen, 4 sleepliften en een kabelbaan);
- Novy ("nieuw"; van het bedrijf Apatit met 2 sleepliften);
- 25e kilometr (op de berg Koekisvoemtsjorr met 3 sleepliften).

Het hoogseizoen voor de wintersport loopt in verband met de korte dagen in de winter van 15 maart tot 9 mei. Van 1937 tot 1991 werden op de hellingen van de Ajkoeajventsjorr en de Koekisvoemtsjorr uniewedstrijden en wedstrijden tussen de Sovjetrepublieken gehouden.
Ook bevinden zich bij de stad mogelijkheden voor freeride en backcountry en is de paraplente in opkomst. Vanwege het lawinegevaar in de Chibinen bevinden zich er een dienst van het Ministerie van Noodsituaties en het centrum voor lawineveiligheid van het bedrijf Apatit.
Naast wintersport beginnen de laatste tijd zich ook andere vormen van winter- en zomertoerisme en andere sportvormen te ontwikkelen in de Chibinen.

## Demografie
| 1959   | 1970   | 1979   | 1989   | 2002   |
| ------ | ------ | ------ | ------ | ------ |
| 40.500 | 38.500 | 41.300 | 43.526 | 31.593 |

## Geboren in Kirovsk
- Venedikt Jerofejev (1938-1990), schrijver

## Partnersteden
- Harstad (Noorwegen)
- Tornio (Finland)

Bestuurlijk centrum: Moermansk

Apatity · Gadziejevo · Kandalaksja · Kirovsk · Kola · Kovdor · Montsjegorsk · Olenogorsk · Ostrovnoj · Poljarny · Poljarnye Zory · Severomorsk · Snezjnogorsk · Zaozjorsk · Zapoljarny